# Бонбоск
Бонбо́ск (фр. Bonnebosq) — коммуна во Франции, находится в регионе Нижняя Нормандия. Департамент коммуны — Кальвадос. Входит в состав кантона Камбреме. Округ коммуны — Лизьё.
Код INSEE коммуны — 14083.

## Население
Население коммуны на 2010 год составляло 716 человек.
| 1962 | 1968 | 1975 | 1982 | 1990 | 1999 | 2010 |
| ---- | ---- | ---- | ---- | ---- | ---- | ---- |
| 658  | 636  | 594  | 650  | 599  | 654  | 716  |

## Экономика
В 2010 году среди 411 человек трудоспособного возраста (15—64 лет) 312 были экономически активными, 99 — неактивными (показатель активности — 75,9 %, в 1999 году было 69,1 %). Из 312 активных жителей работали 283 человека (157 мужчин и 126 женщин), безработных было 29 (11 мужчин и 18 женщин). Среди 99 неактивных 21 человек были учениками или студентами, 42 — пенсионерами, 36 были неактивными по другим причинам.